# Isaiah Wynn
Isaiah Wynn (San Petersburgo, Florida, 9 de diciembre de 1995) es un jugador profesional estadounidense de fútbol americano que se desempeña en la posición de offensive tackle en Miami Dolphins, equipo de la National Football League (NFL).

## Carrera
Fue seleccionado en la primera ronda en la Reunión Anual de Selección de Jugadores de la NFL de 2018. En 2019, hizo su debut profesional con el equipo New England Patriots, en el cual jugó cuatro temporadas (2019-2023), posteriormente pasó a Miami Dolphins, donde lleva jugando una temporada.